# Mj Rodriguez
Michaela Antonia Jaé Rodriguez (Newark (New Jersey), 7 januari 1991), professioneel bekend als Mj Rodriguez en geeft vanaf 2021 de voorkeur aan Michaela Jaé Rodriguez op professioneel gebied, is een Amerikaanse actrice en zangeres. In 2022 won ze een Golden Globe tijdens de 79e Golden Globe Awards voor haar rol als Blanca Evangelista in de televisieserie Pose. Ze is de eerste trans actrice die een Golden Globe won.